# Selfira Ismailowna Tregulowa

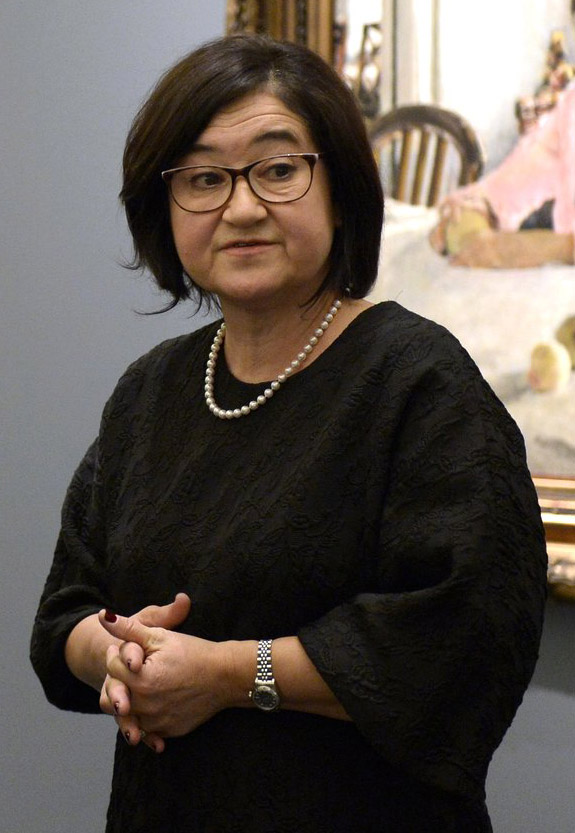
Selfira Tregulowa (2015)

Selfira Ismailowna Tregulowa (russisch Зельфира Исмаиловна Трегулова; * 13. Juni 1955 in Riga) ist eine sowjetisch-russische Kunstwissenschaftlerin.

## Leben
Tregulowas Eltern sind ein Kameramann aus Tatarstan und eine Tonregisseurin aus Kirgistan, die nach dem gemeinsamen Studium am Moskauer Allrussischen Institut für Kinematographie im Kinostudio Riga angestellt wurden. Tregulowa studierte in der Abteilung für Kunstwissenschaft der Fakultät für Geschichtswissenschaft der Lomonossow-Universität Moskau (MGU) mit Abschluss 1977. 1981 schloss sie an der MGU die Aspirantur ab.
1984 wurde Tregulowa Kuratorin für internationale Ausstellungen russischer Kunst in der Allrussischen Kunstproduktionsgesellschaft von J. W. Wutschetitsch. 1990 kuratierte sie Ausstellungen im Seattle Art Museum und in der Smithsonian Institution. Später wurde sie Assistentin des Generaldirektors dieser Gesellschaft. 1993–1994 machte sie ein Praktikum am Solomon R. Guggenheim Museum in New York City.
1998–2000 leitete Tregulowa die Abteilung für ausländische Beziehungen und Ausstellungen des Moskauer Puschkin-Museums. Sie kuratierte die Ausstellungen Amazons of the Avant-Garde in der Deutschen Guggenheim in Berlin, im Guggenheim-Museum Bilbao, in der Peggy Guggenheim Collection in Venedig, im Guggenheim Museum in New York City und in der Royal Academy of Arts in London (zusammen mit John Ellis Bowlt).
2002 wurde Tregulowa Vizegeneraldirektorin für Ausstellungsarbeit und internationale Beziehungen des Museums des Moskauer Kremls. Sie veranstaltete insbesondere Ausstellungen zum Kommunismus als Traumfabrik (Schirn Kunsthalle Frankfurt 2003 zusammen mit Boris Groys), über die Künstler des Karo-Buben (Monte-Carlo 2004), zum 100-jährigen Jubiläum der Ballets Russes Sergei Pawlowitsch Djagilews (Monte-Carlo 2009 zusammen mit John Ellis Bowlt) und zum Sozialistischen Realismus (Rom 2011 zusammen mit Matthew Cullerne Bown).
2013 wurde Tregulowa Generaldirektorin des Moskauer Staatlichen Museums- und Ausstellungszentrums ROSSISO. Ihre Arbeit wurde vom Kulturminister Wladimir Rostislawowitsch Medinski sehr geschätzt. Es folgten die Ausstellungen über Kasimir Sewerinowitsch Malewitsch und die russische Avantgarde (Stedelijk Museum Amsterdam, Tate Modern London, Bundeskunsthalle Bonn), über Wiktor Jefimowitsch Popkow (Russische Kunstakademie Moskau, Ca’ Foscari Venedig, Somerset House London) und zum russischen Palladianismus (Museo Correr Venedig zusammen mit Arkadi Wiktorowitsch Ippolitow).
2015 wurde Tregulowa Generaldirektorin der Tretjakow-Galerie als Nachfolgerin Irina Wladimirowna Lebedewas.

## Politisches und gesellschaftliches Engagement
Seit 2018 ist Tregulowa Mitglied des Rats für Kultur und Kunst beim Präsidenten der Russischen Föderation. Im selben Jahr wurde sie in die Liste der aktiven Unterstützer des Kandidaten Wladimir Putin für die Präsidentenwahl und ebenso in die Unterstützerliste des Kandidaten Sergei Semjonowitsch Sobjanin für die Moskauer Bürgermeisterwahl aufgenommen. Im Januar 2020 schloss sie sich der Arbeitsgruppe für die Vorbereitung von Vorschlägen für Verfassungsänderungen an.
Anlässlich des Russischen Überfalls auf die Ukraine 2022 folgerte der Kunstkritiker und Slawist Herwig G. Höller im Standard, dass Tregulowa mit entsprechenden Ausstellungen in der Manege jene Konstrukte, die eine wichtige Rolle für die ideologische Vorbereitung des aktuellen Krieges gespielt hätten, unterstützt habe.

## Ehrungen, Preise
- Preis für Berufsehre und -würde des VII. Allrussischen Festivals Intermusei (2005)
- Ehrenurkunde des Kulturministeriums der Russischen Föderation
- Cavaliere des Ordens des Sterns von Italien (2012)[9]
- Kommandeur des Verdienstordens Pro Merito Melitensi (2012)[10]
- Lew-Nikolajew-Goldmedaille (2016)[11]
- RBK-Preis (2016)[12]
- Preis der Regierung der Russischen Föderation für Kultur (2017)
- Francysk-Skaryna-Orden Belarus’ (2018)[13]